# La Paz (departament Salwadoru)
La Paz – jeden z 14 departamentów Salwadoru, położony w południowej części kraju nad Oceanem Spokojnym. Został utworzony w lutym 1852. Jego stolicą jest miasto Zacatecoluca (42,1 tys., 2007). Inne większe miasta to: Olocuilta (15,9 tys., 2007), San Luis Talpa (13,2 tys., 2007), San Pedro Masahuat (13,1 tys., 2007), Santiago Nonualco (12,0 tys., 2007).
Nazwa departamentu oznacza w języku hiszpańskim "pokój".